# Hemitilapia oxyrhyncha
Genre
Espèce
Statut de conservation UICN

 LC  : Préoccupation mineure
Hemitilapia oxyrhyncha est une espèce de poissons de la famille des Cichlidae. C'est la seule espèce de son genre Hemitilapia (monotypique). On la trouve en Afrique, dans les lacs du Malawi (Malawi, Mozambique et Tanzanie), de Malombe (Malawi), ainsi que dans la rivière Shire.
La famille des Cichlidae appartient au sous-ordre des Labroidei, qui compte aussi les familles des Pomacentridés (Poisson clown) et des Scaridés (Poisson perroquet).